# Tom James (Fußballspieler, 1996)
Thomas „Tom“ Lynn James (* 15. April 1996 in Cardiff) ist ein walisischer Fußballspieler, der bei Leyton Orient in der Football League Two unter Vertrag steht.

## Karriere

### Verein
Tom James kam im Jahr 2004 zu Cardiff City. Für den Verein spielte er in den folgenden zehn Jahren für die verschiedenen Jugendteams. Im April 2014 erhielt er seinen ersten Vertrag als Profi in Cardiff. Sein Debüt im Profibereich gab er einen Monat später im Mai 2014 im Premier-League-Spiel gegen den FC Chelsea, als er für Fraizer Campbell eingewechselt wurde. Es blieb für die nächsten drei Jahre sein einziges Spiel in der ersten Mannschaft.
Im Januar 2017 wechselte der 20-Jährige Abwehrspieler zum englischen Viertligisten Yeovil Town. Nachdem er in der restlichen Saison 2016/17 auf zwei Ligaspiele gekommen war, bildete er in den beiden folgenden Spielzeiten 2017/18 und 2018/19 die Abwehr von Trainer Darren Way.
Nachdem Yeovil im Jahr 2019 abgestiegen war, wechselte James nach Schottland zu Hibernian Edinburgh. Der bei seiner Verpflichtung in Verantwortung stehende Trainer Paul Heckingbottom wurde sechs Monate nach seiner Ankunft in Edinburgh entlassen. Unter dem Nachfolger Jack Ross kam James im weiteren Verlauf der Saison 2019/20 kaum noch zum Einsatz, woraufhin er ab September 2020 an Wigan Athletic und Salford City verliehen wurde.

### Nationalmannschaft
Tom James spielte mindestens im Jahr 2014 einmal in der Auswahlmannschaft der walisischen U19 gegen Portugal.